# Festival de la Canción de Eurovisión 1976
El XXI Festival de la Canción de Eurovisión tuvo lugar el 3 de abril de 1976 en La Haya. La presentadora fue Corry Brokken mientras que la victoria fue para el tema británico "Save your Kisses for Me".
Las reglas de la orquesta cambiaron este año. Por primera vez, la reproducción pregrabada de instrumentales se permite si ciertos pasajes de la música no pueden ser reproducidos por la orquesta en vivo. La mayoría de los países decidieron cantar en inglés con la esperanza de que pudieran tener una mejor colocación con esto.
El Reino Unido logró ganar siendo el primero en el escenario, al igual que los Países Bajos en el año anterior. La ganadora británica "Save your Kisses for Me" se convirtió en un gran éxito y se rompió una gran cantidad de registros de ventas. El sencillo vendió seis millones de ejemplares, siendo el tema ganador de Eurovisión más vendido nunca.

## Países participantes

### Canciones y selección
| País y TV               | Título original de la canción         | Artista                | Proceso y fecha de selección               |
| País y TV               | Traducción al español                 | Idiomas                | Proceso y fecha de selección               |
| ----------------------- | ------------------------------------- | ---------------------- | ------------------------------------------ |
| Alemania Occidental ARD | Sing Sang Song                        | Les Humphries Singers  | Ein lied für Den Haag 1976, 01-02-1976     |
| Alemania Occidental ARD | Canta, cantó, canción                 | Alemán e Inglés        | Ein lied für Den Haag 1976, 01-02-1976     |
| Austria ORF             | My Little World                       | Waterloo & Robinson    | Elección Interna                           |
| Austria ORF             | Mi pequeño mundo                      | Inglés                 | Elección Interna                           |
| Bélgica BRT             | Judy et Cie                           | Pierre Rapsat          | Avant-Première Eurovision 1976, 21-01-1976 |
| Bélgica BRT             | Judy y Cía                            | Francés                | Avant-Première Eurovision 1976, 21-01-1976 |
| España TVE              | Sobran las palabras                   | Braulio                | Eurofestival 1976, 15-02-1976              |
| España TVE              | -                                     | Español                | Eurofestival 1976, 15-02-1976              |
| Finlandia YLE           | Pump-Pump                             | Fredi & Ystävät        | Euroviisut 1976, 31-01-1976                |
| Finlandia YLE           | Pam, pam                              | Inglés                 | Euroviisut 1976, 31-01-1976                |
| Francia FT2             | Un, deux, trois                       | Catherine Ferry        | Final Nacional, 29-02-1976                 |
| Francia FT2             | Un, dos, tres                         | Francés                | Final Nacional, 29-02-1976                 |
| Grecia ERT              | Panayia Mou, Panayia Mou              | Mariza Koch            | Elección Interna                           |
| Grecia ERT              | Virgen mía, Virgen mía                | Griego                 | Elección Interna                           |
| Irlanda RTÉ             | When?                                 | Red Hurley             | Final Nacional, 08-02-1976                 |
| Irlanda RTÉ             | ¿Cuándo?                              | Inglés                 | Final Nacional, 08-02-1976                 |
| Israel IBA              | Emor Shalom                           | Chocolate Menta Mastik | Final Nacional, 11-02-1978                 |
| Israel IBA              | Di hola                               | Hebreo                 | Final Nacional, 11-02-1978                 |
| Italia RAI              | We'll live it all again (lo rivivrei) | Al Bano & Romina Power | Elección Interna                           |
| Italia RAI              | Lo viviremos de nuevo (lo reviviré)   | Italiano e Inglés      | Elección Interna                           |
| Luxemburgo CLT          | Chansons pour ceux qui s'aiment       | Jürgen Marcus          | Final Nacional 1976                        |
| Luxemburgo CLT          | Canciones para los que se aman        | Francés                | Final Nacional 1976                        |
| Mónaco TMC              | Toi, la Musique et moi                | Mary Christy           | Elección Interna                           |
| Mónaco TMC              | Tú, la música y yo                    | Francés                | Elección Interna                           |
| Noruega NRK             | Mata Hari                             | Anne-Karine Strøm      | Melodi Grand Prix 1976, 07-02-1976         |
| Noruega NRK             | -                                     | Inglés                 | Melodi Grand Prix 1976, 07-02-1976         |
| Países Bajos NOS        | The Party's Over                      | Sandra Reemer          | Nationaal Songfestival 1976, 18-02-1976    |
| Países Bajos NOS        | La fiesta terminó                     | Inglés                 | Nationaal Songfestival 1976, 18-02-1976    |
| Portugal RTP            | Uma flor de verde pinho               | Carlos do Carmo        | Uma Canção Para A Europa 1976, 07-03-1976  |
| Portugal RTP            | Una flor de pino verde                | Portugués              | Uma Canção Para A Europa 1976, 07-03-1976  |
| Reino Unido BBC         | Save Your Kisses for Me               | Brotherhood of Man     | A Song for Europe, 25-02-1976              |
| Reino Unido BBC         | Guarda tus besos para mí              | Inglés                 | A Song for Europe, 25-02-1976              |
| Suiza SSR SRG           | Djambo, Djambo                        | Peter, Sue & Marc      | Final Nacional, 14-01-1976                 |
| Suiza SSR SRG           | -                                     | Inglés                 | Final Nacional, 14-01-1976                 |
| Yugoslavia JRT          | Ne mogu skriti svoju bol              | Ambasadori             | Pjesma Eurovizije 1976, 21-02-1976         |
| Yugoslavia JRT          | No puedo ocultar mi dolor             | Bosnio                 | Pjesma Eurovizije 1976, 21-02-1976         |

## Resultados
Reino Unido empezaba votando, su 12 fue a parar a Suiza, pero ya desde la segunda votación Francia fue cogiendo ventaja, aunque Reino Unido no quedó en ningún momento en fuera de juego, una vez terminada la primera mitad, Reino Unido adelantó a Francia que fue cada vez más lejos de los británicos, llegando a tal punto que la última votación, Reino Unido ya había ganado.
| #  | País                | Intérprete(s)          | Canción                                 | Lugar    | Puntos   |
| -- | ------------------- | ---------------------- | --------------------------------------- | -------- | -------- |
| 01 | Reino Unido         | Brotherhood of Man     | «Save Your Kisses for Me»               | 1        | 164      |
| 02 | Suiza               | Peter, Sue & Marc      | «Djambo, Djambo»                        | 4        | 91       |
| 03 | Alemania Occidental | Les Humphries Singers  | «Sing, Sang, Song»                      | 15       | 12       |
| 04 | Israel              | Chocolate Menta Mastik | «Emor Shalom»                           | 6        | 77       |
| 05 | Luxemburgo          | Jürgen Marcus          | «Chansons pour ceux qui s'aiment»       | 14       | 17       |
| 06 | Bélgica             | Pierre Rapsat          | «Judy et Cie»                           | 8        | 68       |
| 07 | Irlanda             | Red Hurley             | «When?»                                 | 10       | 54       |
| 08 | Países Bajos        | Sandra Reemer          | «The Party's Over»                      | 9        | 56       |
| 09 | Noruega             | Anne-Karine Strøm      | «Mata Hari»                             | 18       | 7        |
| 10 | Grecia              | Mariza Koch            | «Panayia Mou, Panayia Mou»              | 13       | 20       |
| 11 | Finlandia           | Fredi & Ystävät        | «Pump-pump»                             | 11       | 44       |
| 12 | España              | Braulio                | «Sobran las palabras»                   | 16       | 11       |
| 13 | Italia              | Al Bano & Romina Power | «We'll live it all again (lo rivivrei)» | 7        | 69       |
| 14 | Austria             | Waterloo & Robinson    | «My Little World»                       | 5        | 80       |
| 15 | Portugal            | Carlos do Carmo        | «Uma flor de verde pinho»               | 12       | 24       |
| 16 | Mónaco              | Mary Cristy            | «Toi, la musique et moi»                | 3        | 93       |
| 17 | Francia             | Cathérine Ferry        | «Un, deux, trois»                       | 2        | 147      |
| 18 | Yugoslavia          | Ambasadori             | «Ne mogu skriti svoju bol»              | 17       | 10       |
| 19 | Liechtenstein       | Biggi Bachmann         | «My little cowboy»                      | Retirado | Retirado |

## Tabla de votos
|                                      |                     | Resultados                     |                   |                       |                    |                    |                             |                    |    |                      |                   |                   |                    |                     |                   |                    |                       |    |    |
| Bandera del Reino Unido              | Bandera de Suiza    | Bandera de Alemania Occidental | Bandera de Israel | Bandera de Luxemburgo | Bandera de Bélgica | Bandera de Irlanda | Bandera de los Países Bajos | Bandera de Noruega |    | Bandera de Finlandia | Bandera de España | Bandera de Italia | Bandera de Austria | Bandera de Portugal | Bandera de Mónaco | Bandera de Francia | Bandera de Yugoslavia |    |    |
| Participantes                        | Reino Unido         |                                | 12                | 8                     | 12                 | 8                  | 12                          | 3                  | 10 | 12                   | 12                | 10                | 12                 | 4                   | 10                | 12                 | 10                    | 7  | 10 |
| Participantes                        | Suiza               | 12                             |                   | 5                     | 4                  | 1                  | 7                           | 1                  | 6  | 10                   | 2                 | 7                 | 4                  | 0                   | 8                 | 7                  | 4                     | 6  | 7  |
| Participantes                        | Alemania occidental | 0                              | 2                 |                       | 0                  | 2                  | 1                           | 0                  | 0  | 0                    | 0                 | 0                 | 2                  | 0                   | 0                 | 0                  | 0                     | 2  | 3  |
| Participantes                        | Israel              | 6                              | 7                 | 3                     |                    | 7                  | 5                           | 4                  | 2  | 7                    | 0                 | 8                 | 1                  | 10                  | 6                 | 2                  | 1                     | 0  | 8  |
| Participantes                        | Luxemburgo          | 0                              | 0                 | 0                     | 0                  |                    | 6                           | 6                  | 5  | 0                    | 0                 | 0                 | 0                  | 0                   | 0                 | 0                  | 0                     | 0  | 0  |
| Participantes                        | Bélgica             | 7                              | 6                 | 0                     | 1                  | 0                  |                             | 0                  | 4  | 6                    | 0                 | 12                | 0                  | 8                   | 3                 | 8                  | 8                     | 5  | 0  |
| Participantes                        | Irlanda             | 10                             | 0                 | 1                     | 3                  | 3                  | 0                           |                    | 0  | 0                    | 8                 | 0                 | 5                  | 12                  | 2                 | 0                  | 6                     | 3  | 1  |
| Participantes                        | Países Bajos        | 0                              | 4                 | 4                     | 8                  | 4                  | 4                           | 2                  |    | 1                    | 7                 | 0                 | 3                  | 2                   | 4                 | 6                  | 2                     | 0  | 5  |
| Participantes                        | Noruega             | 0                              | 0                 | 0                     | 0                  | 0                  | 0                           | 0                  | 3  |                      | 0                 | 0                 | 0                  | 0                   | 0                 | 4                  | 0                     | 0  | 0  |
| Participantes                        | Grecia              | 0                              | 0                 | 0                     | 0                  | 0                  | 2                           | 0                  | 0  | 0                    |                   | 4                 | 0                  | 5                   | 0                 | 1                  | 0                     | 8  | 0  |
| Participantes                        | Finlandia           | 2                              | 0                 | 6                     | 6                  | 0                  | 0                           | 5                  | 1  | 4                    | 0                 |                   | 6                  | 0                   | 7                 | 0                  | 7                     | 0  | 0  |
| Participantes                        | España              | 3                              | 0                 | 0                     | 0                  | 0                  | 0                           | 0                  | 0  | 0                    | 1                 | 0                 |                    | 3                   | 0                 | 0                  | 3                     | 1  | 0  |
| Participantes                        | Italia              | 1                              | 8                 | 0                     | 2                  | 0                  | 0                           | 12                 | 0  | 3                    | 10                | 6                 | 0                  |                     | 1                 | 10                 | 0                     | 10 | 6  |
| Participantes                        | Austria             | 4                              | 3                 | 10                    | 10                 | 5                  | 3                           | 10                 | 7  | 2                    | 6                 | 5                 | 8                  | 0                   |                   | 0                  | 5                     | 0  | 2  |
| Participantes                        | Portugal            | 0                              | 0                 | 0                     | 0                  | 6                  | 0                           | 0                  | 0  | 0                    | 4                 | 1                 | 0                  | 1                   | 0                 |                    | 0                     | 12 | 0  |
| Participantes                        | Mónaco              | 5                              | 5                 | 7                     | 7                  | 12                 | 8                           | 8                  | 8  | 5                    | 0                 | 2                 | 7                  | 7                   | 5                 | 3                  |                       | 0  | 4  |
| Participantes                        | Francia             | 8                              | 10                | 12                    | 5                  | 10                 | 10                          | 7                  | 12 | 8                    | 5                 | 3                 | 10                 | 6                   | 12                | 5                  | 12                    |    | 12 |
| Participantes                        | Yugoslavia          | 0                              | 1                 | 2                     | 0                  | 0                  | 0                           | 0                  | 0  | 0                    | 3                 | 0                 | 0                  | 0                   | 0                 | 0                  | 0                     | 4  |    |
| LA TABLA ESTÁ ORDENADA POR APARICIÓN |                     |                                |                   |                       |                    |                    |                             |                    |    |                      |                   |                   |                    |                     |                   |                    |                       |    |    |

### Máximas puntuaciones
Tras la votación los países que recibieron 12 puntos (máxima puntuación que podía otorgar el jurado) fueron:
| N.º | A           | De                                                             |
| --- | ----------- | -------------------------------------------------------------- |
| 7   | Reino Unido | Suiza, Israel, Bélgica, Noruega, Grecia, España, Portugal      |
| 5   | Francia     | Alemania Occidental, Países Bajos, Austria, Mónaco, Yugoslavia |
| 1   | Bélgica     | Finlandia                                                      |
| 1   | Irlanda     | Italia                                                         |
| 1   | Italia      | Irlanda                                                        |
| 1   | Mónaco      | Luxemburgo                                                     |
| 1   | Portugal    | Francia                                                        |
| 1   | Suiza       | Reino Unido                                                    |

## Curiosidades
El festival de este año tuvo una gran polémica entorno la candidatura griega. Meses antes se produjo la invasión del Norte de Chipre por parte de Turquía, por lo que a modo de protesta la televisión griega envió a la cantante Mariza Koch famosa en aquel momento por rescatar canciones tradicionales. Para el festival Mariza compuso la canción "Panaghia Mou" que sin alusiones claras al conflicto que contradijeran las reglas del concurso, criticaba de forma velada al gobierno turco. Esto causó una furibunda reacción en Turquía, provocando que la televisión turca se retirase del festival, que la cantante griega sufriese amenazas de muerte y que durante la retransmisión del festival la actuación de Grecia fuese cortada en Turquía. Durante la semana de ensayos, las autoridades de Países Bajos tuvieron que escoltar a la intérprete griega por el temor de que ésta sufriese un atentado, y que además volviese a su país la misma noche de Eurovisión. Como curiosidad el colgante que Mariza lució durante su actuación es una antigua joya auténtica bizantina de incalculable valor que le fue prestada para la ocasión.
Por otra parte, el famoso cantante italiano Al Bano que ese año fue el representante de Italia junto a la que era su pareja Romina Power, se le olvidó un verso de su canción en pleno directo y se puso a tararear.